# 馬寧古里河
17°12′21″S 49°27′45″E / 17.20583°S 49.46250°E

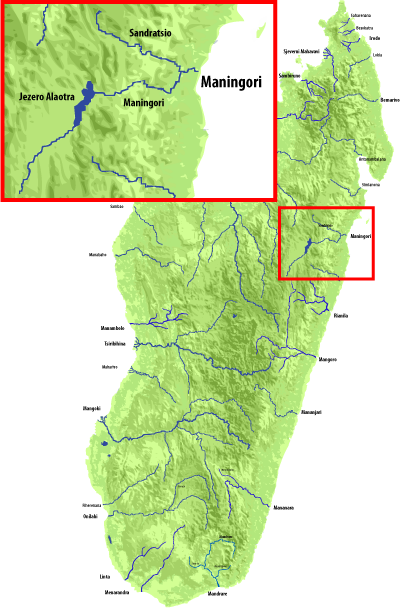

馬寧古里河，是馬達加斯加的河流，位於該國東北部，由阿那拉蘭基羅富區負責管轄，河道全長260公里，流域面積12,646平方公里，發源自阿勞特拉湖，最終注入印度洋。